# Tour della nazionale maschile di rugby a 15 del Galles 2002
Tra le due edizioni del 1999 e 2003 della coppa del Mondo di rugby, la nazionale gallese di rugby a 15 si reca varie volte in tour oltremare.
Nel 2002, il Galles invia in Tour la propria nazionale in Sudafrica. Il programma è limitato a soli due test match.

## Risultati
Nel primo test il Galles regge bene nel primo tempo, portandosi in vantaggio, prima che due mete di Marius Joubert e Bob Skinstad dessero il primo vantaggio per 15-11 al Sudafrica che poi fa suo il match nel secondo tempo..
| Arbitro: | Kelvin Deaker |

| |            | |
| Joubert, Matfield Rautenbach, Skinstad meta tecnica | mt         | CS Morgan, R Williams |
| Pretorius 3 | tr         | |
| Pretorius | c.p.       | Jones 2 |
| | drop       | Jones |
| 15.Ricardo Loubscher, 14.Stefan Terblanche, 13.Marius Joubert, 12.Andre Snyman, 11.Breyton Paulse, 10.André Pretorius, 9.Bolla Conradie, 8.Bobby Skinstad (cap.), 7.AJ Venter, 6.Warren Britz, 5.Victor Matfield, 4.Jannes Labuschagne, 3.Willie Meyer, 2.James Dalton, 1.Daan Human - Sostituti: Brent Russell, Faan Rautenbach, Joe van Niekerk, Ollie le Roux, Adrian Jacobs - Non entrati : Quinton Davids, Craig Davidson | Formazioni | 15.Kevin Morgan, 14.Rhys Williams, 13.Mark Taylor, 12.Andy Marinos, 11.Craig Morgan, 10.Stephen Jones, 9.Dwayne Peel, 8.Colin Charvis (cap.), 7.Martyn Williams, 6.Michael Owen, 5.Steve Williams, 4.Gareth Llewellyn, 3.Ben Evans, 2.Robin McBryde, 1.Iestyn Thomas - Sostituti: Robert Sidoli, Richard Parks, Tom Shanklin, Neil Jenkins, Ryan Powell, Mefin Davies, Martyn Madden |

Ancora una onorevole sconfitta nel secondo match. Il tour ha mostrato i miglioramenti attesi dal Coach Steve Hansen
| Arbitro: | Tony Spreadbury |

| |            | |
| Davidson, Russell | mt         | Charvis |
| Pretorius 3 | c.p.       | Jones |
| · 15.Brent Russell, 14.Stefan Terblanche, 13.Marius Joubert, 12.De Wet Barry, 11.Breyton Paulse, 10.André Pretorius, 9.Bolla Conradie, 8.Bobby Skinstad (cap.), 7.AJ Venter, 6.Corne Krige, 5.Jannes Labuschagne, 4.Quinton Davids, 3.Willie Meyer , 2.James Dalton, 1.Daan Human - Sostituti: Faan Rautenbach, Craig Davidson, Ollie le Roux, Hottie Louw, Joe van Niekerk - Non entrati : 21.Adrian Jacobs, 22.Werner Greeff | Formazioni | 15.Kevin Morgan, 14.Rhys Williams, 13.Mark Taylor, 12.Andy Marinos, 11.Craig Morgan, 10.Stephen Jones, 9.Dwayne Peel, 8.Colin Charvis (cap.), 7.Martyn Williams, 6.Michael Owen, 5.Steve Williams, 4.Gareth Llewellyn, 3.Ben Evans, 2.Robin McBryde, 1.Iestyn Thomas - Sostituti: Ryan Powell, Tom Shanklin, Gavin Thomas, Robert Sidoli, Neil Jenkins, Mefin Davies |